# La Fontana de Oro
La Fontana de Oro és la primera novel·la de Benito Pérez Galdós, publicada el 1870. L'acció transcorre a la ciutat de Madrid durant els anys del Trienni Constitucional (1820 — 1823). Pren el seu títol del cafè situat a prop de la Puerta del Sol que, amb aquest mateix nom, va servir de lloc de reunió per artistes i tribuna oratòria per a polítics liberals.
A la novel·la, escrita entre el 1867 i el 1868, en part durant un viatge a França poc després de la Revolució del Setembre, es barregen els fets històrics reals, amb els assumptes personals dels personatges creats per Galdós, seguint una pauta de construcció literària semblant a la dels Episodios Nacionales, encara que amb els defectes de tota obra novençana.

## Escenari històric
Emmarcada dins el regnat de Ferran VII (el "Rei Felón" d'uns, i per a uns altres "El Desitjat"), a les seves pàgines Galdós narra esdeveniments com l'aixecament del general Riego i la posterior arribada a Madrid el 24 de maig del 1823 dels Cent Mil Fills de Sant Lluís per restablir la tirania del monarca. Reunions clandestines de lògies masòniques i "sectes ultramuntanes"; actuacions de grans oradors com ara Antonio Alcalá Galiano; manifestacions al carrer a la veu de "Trágala"; escaramusses entre milicians liberals i realistes; afusellaments en massa i execucions a la Plaça de la Cebada després de la victòria absolutista… Doble escenari en el qual Galdós desenreda la passió patriòtica al costat d'una passió de tall clàssic que li serveix de fil argumental.

## Argument
L'eix sentimental de la trama relata la passió amorosa entre Lázaro, jove romàntic i liberal, i Clara, òrfena a casa d'un oncle d'ideologia absolutista i caràcter intransigent.

## Significació
L'analista i erudit galdosià Joaquín Casalduero valora aquesta primera novel·la de l'escriptor canari no solament com a origen de tota la seva obra sinó de la novel·la moderna a Espanya.